# بربر (فیلم ۲۰۲۲)
بربر (به انگلیسی: Barbarian) یک فیلم ترسناک آمریکایی محصول سال ۲۰۲۲ به نویسندگی و کارگردانی زک کرِگِر (در نخستین کارگردانی انفرادی او) است. این فیلم توسط آرنان میلشان، روی لی، رافائل مارگولس و جی دی لیفشیتز تهیه شده‌است و جرجینا کمبل، بیل اسکاشگورد و جاستین لانگ در آن به ایفای نقش پرداخته‌اند.
بربر نخستین نمایش جهانی خود را در ۲۲ ژوئیه ۲۰۲۲ در کامیک-کان سن دیگو داشت و در ۹ سپتامبر ۲۰۲۲ توسط استودیوهای قرن بیستم در ایالات متحده منتشر شد. این فیلم نقدهای مثبتی از سوی منتقدان دریافت کرد که کارگردانی و فیلمنامهٔ کرگر و بازی بازیگران (به ویژه کمپبل) را ستودند. این فیلم همچنین در گیشه موفق بود و بیش از ۴۵ میلیون دلار در سراسر جهان در مقابل بودجه ۴٫۵ میلیون دلاریِ خود فروش داشته‌است.

## داستان
تِس مارشال در حالی که برای مصاحبهٔ شغلی در دیترویت می‌ماند، خانه‌ای دورافتاده را در محله‌ای فرسوده رزرو می‌کند. او متعجب می‌شود که خانه قبلاً توسط مرد جوانی به نام کیث رزور شده‌است که ملک را از طریق یک برنامهٔ دیگر اجاره کرده‌است. با وجود طوفان در بیرون و بدون جای خالی هتل در شهر، تِس راهی جز گذراندن شب در خانه را ندارد. او که در ابتدا از خام‌دستیِ کیث عصبی شده‌است، در نهایت با او گرم می‌شود. تِس در آن شب متوجه می‌شود که در اتاق خوابش باز شده‌است و می‌شنود که شخصی در حال حرکت در خانه است.
صبح روز بعد، تِس به مصاحبهٔ شغلی خود می‌رود و به او هشدار داده می‌شود که محله‌ای که در آن اقامت دارد ناامن است. او پس از بازگشت توسط مردی بی‌خانمان به داخل تعقیب می‌شود که از او می‌خواهد خانه را ترک کند. تِس که نیاز به استفاده از حمام دارد، خانه را برای یافتن یک رول دستمال توالت جستجو می‌کند. او به زیرزمین می‌رود و به یک در مخفی برخورد می‌کند که به یک راهرو مخفی منتهی می‌شود. او در آنجا شواهدی پیدا می‌کند که نشان می‌دهد فردی اسیر شده و از آن فیلم گرفته شده‌است. تِس آنچه را که دیده‌است به کیث شرح می‌دهد و او برای تحقیق به زیرزمین می‌رود. وقتی او برنمی‌گردد، تِس به دنبال او پایین می‌رود و تونل زیرزمینی دیگری را که به زیر خانه می‌رود، کشف می‌کند. او کیث را پیدا می‌کند، اما این زوج ناگهان مورد حملهٔ زنی بزرگ، برهنه و بدشکل قرار می‌گیرند که به طرز وحشیانه‌ای کیث را می‌کشد و مکرراً سر او را به دیواره‌های تونل می‌کوبد.
دو هفته بعد، اِی‌جی بازیگر سیتکام متوجه می‌شود که به دلیل اتهامات تجاوز جنسی توسط یکی از بازیگرانش از برنامه‌اش اخراج شده‌است. او که تحت فشار قرار می‌گیرد تا دارایی‌های خود را بفروشد تا هزینه‌های قانونی خود را بپردازد، به یکی از املاک اجاره‌ای خود در دیترویت سفر می‌کند، که مشخص می‌شود همان خانه‌ای است که تِس و کیث در آن اقامت داشتند. اِی‌جی زیرزمین را بازرسی می‌کند و در و تونل مخفی را کشف می‌کند. او اتاقی حاوی تلویزیونی را پیدا می‌کند که در آن فیلمی دربارهٔ شیردهی به کودکان تازه‌متولدشده پخش می‌شود اما سپس توسط زن بد شکل تعقیب می‌شود. او در حال فرار در کنار یک تِس هنوز زنده به گودالی می‌افتد، که توضیح می‌دهد که زن در تونل (که به عنوان «The Mother» یا «مادر» نامیده می‌شود) می‌خواهد که آن‌ها به عنوان فرزندان او عمل کنند. وقتی اِی‌جی از نوشیدن شیر از شیشهٔ «مادر» امتناع می‌کند، وی او را به اتاق تلویزیون می‌کشاند و او را مجبور می‌کند که از سینه‌اش بنوشد. تِس از فرصت استفاده می‌کند و از زیرزمین فرار می‌کند و با کمک آندره، مرد بی خانمانی که قبلاً توسط او تعقیب شده‌بود، از خانه فرار می‌کند. آندره به او هشدار می‌دهد که پیش از فرارسیدن شب محله را ترک کند، زیرا «مادر» شبانه برای شکار بیرون می‌رود. تِس یک پمپ بنزین محلی را پیدا می‌کند و با پلیس برای کمک تماس می‌گیرد، اما پلیسی که او را به دلیل شکستن شیشه زیرزمین تهدید به دستگیری می‌کند، مخالفت می‌کند.
فلاش‌بک به دههٔ ۱۹۸۰، مالک اصلی خانه، فرانک را نشان می‌دهد که زنان جوان را تعقیب و ربوده و آن‌ها را در تونل‌ها اسیر می‌کند، به آنها تجاوز می‌کند و فرزندان بعدی را بزرگ می‌کند. در زمان حاضر، اِی‌جی در حالی که سعی برای فرار دارد، اتاقی را پیدا می‌کند که به ظاهر «مادر» از آن می‌ترسد. در داخل، او فرانک را در حالت نباتی و همچنین ده‌ها نوار ویدئویی از تجاوز فرانک به زنان مختلف را پیدا می‌کند. اِی‌جی به‌طور ناخواسته به فرانک اجازه دسترسی به اسلحه‌ای را می‌دهد که فرانک از آن برای کشتن خود استفاده می‌کند. با برداشتن اسلحه، اِی‌جی به داخل تونل‌ها برمی‌گردد، در حالی که «مادر» خانه را ترک می‌کند تا تِس را شکار کند. تِس «مادر» را با خودرویش مورد اصابت قرار می‌دهد و او را به خانه می‌چسباند و ظاهراً او را می‌کشد. تِس برای نجات اِی‌جی به تونل زیرزمین بازمی‌گردد اما به‌طور تصادفی توسط اِی‌جی مورد اصابت گلوله قرار می‌گیرد که فکر می‌کرد تِس همان «مادر» است که برمی‌گردد. آن دو از خانه فرار می‌کنند، اما متوجه می‌شوند که «مادر» خودش را از خودرو آزاد کرده‌است.
این زوج به آندره، مرد بی خانمانی می‌پیوندند که در ابتدا سعی داشت به تِس هشدار دهد؛ او آن‌ها را به مخفیگاه خود می‌برد و توضیح می‌دهد که «مادر» محصول دهه‌ها تجاوز جنسی و زنای با محارم است. «مادر» در کمین گروه می‌نشیند و آندره را با خشونت می‌کشد، و تِس و اِی‌جی را تا بالای یک برج آب تعقیب می‌کند. اِی‌جی بدون هیچ راهی برای فرار، تِس را از برج پایین می‌اندازد تا حواس «مادر» را پرت کند. «مادر» به دنبال تِس می‌پرد و او را از سقوط محافظت می‌کند. در حالی که اِی‌جی تلاش می‌کند از تسِ به شدت زخمی عذرخواهی کند، «مادر» به هوش می‌آید و با بیرون‌آوردن چشمان و شکافتن جمجمهٔ اِی‌جی، او را می‌کشد. او سعی می‌کند تِس را به خانه بازگرداند و از او پرستاری کند، اما تِس با تفنگِ فرانک به سر او شلیک می‌کند. با مرگ «مادر»، تِس، خونین و آسیب‌دیده، با تلو تلو خوردن از آن مکان دور می‌شود.

## بازیگران
- جرجینا کمبل در نقش تِس مارشال، زنی که برای یک مصاحبه در دیترویت اقامت می‌کند
- بیل اسکاشگورد در نقش کیث توشکو، مردی که یک خانهٔ ایربی‌ان‌بی را با تِس رزرو می‌کند که در دیترویت می‌ماند تا مکان‌هایی را برای سازمان اجتماعی خود جستجو کند.
- جاستین لانگ در نقش اِی جی گیلبرید، بازیگر فیلم‌های کمدی
- متیو پاتریک دیویس در نقش «The Mother؛ مادر»
- ریچارد بریک در نقش فرانک، پدرِ «The Mother»
- کرت براونولر در نقش داگ
- جیمز باتلر در نقش آندره
- سوفی سورنسن در نقش بانی زین
- جی آر اسپوزیتو در نقش جف
- کیت باسورث در نقش ملیسا
- بروک دیلمن در نقش مادرِ اِی‌جی
- سارا پکستون در نقش گویندهٔ ویدئوی پرستاری/دستیار/مگان
- ویل گرینبرگ در نقش رابرت
- درک مورس در نقش افسر شماره ۱
- ترور ون اودن در نقش افسر شماره ۲
- زک کرگر در نقش اورت
- دوینا واسیلوا در نقش دستیار مدیر دارایی
- کالینا استانچوا در نقش زن جوان

## تولید

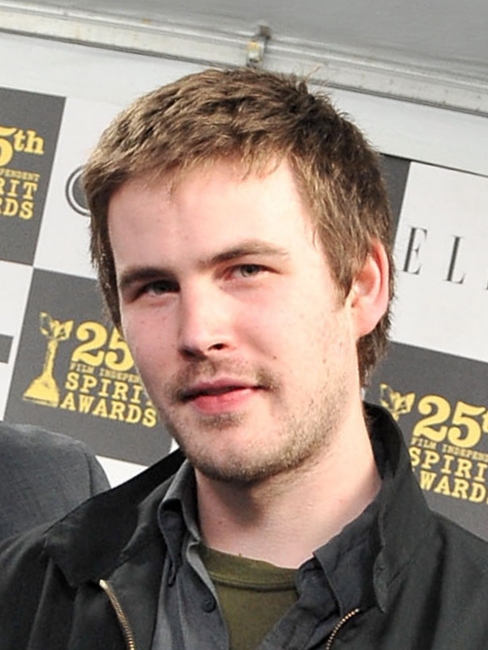
نویسنده و کارگردان زک کرگر

زک کرگر از کتاب غیرداستانیِ هدیه ترس الهام گرفت و به بخشی اشاره کرد که زنان را تشویق می‌کند به شهود خود اعتماد کنند و «پرچم‌های سرخ» ناخودآگاه را که در تعاملات روزمره با مردان به وجود می‌آیند نادیده نگیرند. او نمایش‌نامه‌ای سی‌صفحه‌ای نوشت و تا جای ممکن از اینگونه «پرچم‌های سرخ» استفاده کرد. کرگر کار خود را با داستانی از یک زن آغاز کرد که اواخر شب در ایربی‌ان‌بی ظاهر می‌شود، اما متوجه می‌شود که این خانه دو بار رزرو شده‌است؛ او کار خود را با قاعده‌ای ادامه داد که اگر بتواند خودش را هنگام نوشتنِ فیلم‌نامه غافلگیر کند، می‌تواند همچنین تماشاگران را غافلگیر کند.
او در طول فرایند نویسندگی ناامید شد، زیرا می‌ترسید که مسیر داستان بسیار قابل پیش‌بینی باشد؛ بنابراین کرگر، بدون هیچ فکری از پیش، تصمیم گرفت یک پیچ‌وتاب ارائه کند که «صحنه را روی سرش برگرداند».
در ابتدا فقط می‌خواستم یک صحنهٔ سرگرم‌کننده برای خودم بنویسم اما این پروژه مرا درگیر خود کرد و اصلاً نمی‌دانستم به کدام سمت می‌رود، اما در نهایت به یک فیلم سینمایی تبدیل شد.
کرگر در حین نوشتن فیلمنامه عنوان کاریِ آن را «Barbarian» معرفی کرد که با پیشروی داستان، در نهایت به عنوان رسمیِ فیلم تبدیل شد.
طبق گزارش‌ها، در اوایل پیش‌تولید، کرگر با سرمایه‌گذاران و توزیع‌کنندگان متعددی از جمله ای۲۴ و نئون تماس گرفت، اما رد شد. جی دی لیفشیتز و رافائل مارگولز برای تولید فیلم از طریق شرکت بولدرلایت پیکچرز موافقت کردند و پس از آن لیفشیتز و مارگولس با روی لی از ورتیگو به آنها پیوستند. در اواسط سال ۲۰۲۰، لیفشیتز و مارگولس بودجه‌ای ۳٫۵ میلیون دلاری برای این فیلم به دست آوردند که عمدتاً از طریق تأمین مالی خارجی بود که بیشتر آن از سوی شرکت فرانسوی لوژیکال پیکچرز بود.
زک افران نخستین انتخاب برای نقش اِی‌جی بود که کرگر در ابتدا او را به عنوان یک «فرد خوش‌قیافه» تصور می‌کرد. با این حال، زمانی که افران نقش را رد کرد، کرگر تصمیم گرفت تصویر شخصیت را در جهتی متفاوت قرار دهد و جاستین لانگ را به دلیل «حضور گرم، جذاب و دوست‌داشتنی او روی صفحه نمایش» انتخاب کرد که به نظر او نقش را برای تماشاگران جذاب‌تر می‌کرد.
لی در همان سال، بیل اسکاشگورد را که قبلاً با او در آن (۲۰۱۷) و آن: بخش دوم (۲۰۱۹) کار کرده بود، به عنوان تهیه‌کنندهٔ اجرایی و همبازی انتخاب کرد. بربر تصویربرداری اصلی را در اوایل سال ۲۰۲۱ در بلغارستان آغاز کرد. فیلم در صوفیه فیلمبرداری شد، در حالی که نماهای محله بیرونی در محله برایت مور، دیترویت، میشیگان فیلمبرداری شدند. در آوریل ۲۰۲۲، اریک تاویتیان، بنیانگذار لاجیکال و سرمایه‌دار اصلی فیلم، بر اثر سرطان درگذشت. لی که از آینده فیلم مطمئن نبود، از ریجنسی انترتینمنت حمایت مالی کرد که بودجه آن را به ۴٫۵ میلیون دلار افزایش داد و در نتیجه، استودیوهای قرن بیستم توزیع‌کنندهٔ فیلم شد، که ناشی از قرارداد توزیع قبلی بین ریجنسی و استودیو سینمایی والت دیزنی بود.

## انتشار
این فیلم در ابتدا قرار بود توسط استودیوهای قرن بیستم در ۱۲ اوت ۲۰۲۲ در ایالات متحده اکران شود، اما برای اکران در ۳۱ اوت و بعداً در ۹ سپتامبر برنامه‌ریزی شد. طبق گزارش‌ها، استودیو سینمایی والت دیزنی به دلیل استقبال قوی و مثبت از نمایش‌های آزمایشی استودیو، اکرانی سینمایی از این فیلم را (برخلاف پخش جریانی در هولو) حفظ کرد.
فیوچر پی‌ال‌سی و سینماهای ای‌ام‌سی این فیلم را در ۲۲ ژوئیه در کامیک-کان سن دیگو ۲۰۲۲ به نمایش گذاشتند، جایی که واکنش‌های مثبتی را به همراه داشت. این فیلم همچنین در ارو ویدئو در ۲۹ اوت به نمایش درآمد. این فیلم در تاریخ ۲۸ اکتبر ۲۰۲۲ در بریتانیا، ۲۰ اکتبر ۲۰۲۲ در استرالیا و ۲۷ اکتبر ۲۰۲۲ در نیوزلند منتشر خواهد شد.
بربر همچنین به صورت دانلود دیجیتالی توزیع شد و از ۲۵ اکتبر در اچ‌بی‌او مکس پخش شد. همچنین در ۲۶ اکتبر ۲۰۲۲ در استار پلاس در آمریکای لاتین و در دیزنی پلاس به عنوان بخشی از مرکز محتوای استار در سایر مناطق بین‌المللی منتشر شد.

### بازاریابی
نخستین تریلر این فیلم در ۲۳ ژوئن ۲۰۲۲ منتشر شد و در جلوی اکران‌های سینمایی تلفن سیاه ظاهر شد. به گفته مارگولس، دیزنی این فیلم را برای «احساس یک کشف» به بازار عرضه کرد و طرح فیلم را در مواد تبلیغاتی بسیار کمی آزار داد.
پس از اکران فیلم، تهیه‌کننده روی لی یک تریلر جایگزین با صحنه‌هایی از جاستین لانگ در توییتر منتشر کرد.

## بازخورد

### فروش گیشه
تا تاریخ ۸ نوامبر ۲۰۲۲، بربر ۴۰٬۷ میلیون دلار در ایالات متحده و کانادا، و ۲٬۷ میلیون دلار در مناطقِ دیگر جهان به دست آورده‌است، که در مجموع فروش جهانیِ ۴۳٬۴ میلیون دلار در مقابل بودجه ۴٫۵ میلیون دلاری آن را نشان می‌دهد.
در ایالات متحده و کانادا، بربر در کنار برهماسترا و لایف‌مارک اکران شد و ۳٫۹ میلیون دلار از ۲۳۴۰ سینما در روز نخست اکران به‌دست‌آورد، از جمله ۸۵۰٬۰۰۰ دلار از پیش‌نمایش‌های پنجشنبه شب. این فیلم برای اولین بار به ۱۰ میلیون دلار رسید و در صدر باکس آفیس قرار گرفت. ۵۹ درصد مخاطبان مرد بودند که ۷۴ درصد بین ۱۸ تا ۳۴ سال سن داشتند. این فیلم در دومین آخر هفته اکران ۶٫۳ میلیون دلار فروش داشت و پس از فیلم تازه‌وارد پادشاه زن به پایان رسید. ددلاین هالیوود افت ۴۰ درصدی هفته‌به‌هفته را «بسیار دیدنی» خواند و اشاره کرد که فیلم‌های ترسناک معمولاً ۶۵ درصد کاهش در فریم‌های دوم خود دارند. این فیلم در سومین آخر هفته اکران به ۵۵۰ سینما اضافه شد و با فروش ۴٫۸ میلیون دلاری در گیشه چهارم شد.

### پاسخ انتقادی
در وبگاه جمع‌آوری نقد راتن تومیتوز، ٪۹۲ از ۱۶۷ بررسی منتقدان مثبت است و میانگینِ امتیاز آن ۷٫۵/۱۰ است. اجماع این وبگاه چنین می‌نویسد: «هوشمند، شوخ‌طبع و تلخ، و مهم‌تر از همه ترسناک، بربر یک سواری هیجان‌انگیز و به‌طور مداوم غیرقابل پیش‌بینی را برای طرفداران فیلم‌های ترسناک ارائه می‌دهد.» این فیلم در متاکریتیک که از میانگین وزنی استفاده می‌کند، بر اساس نظر ۳۲ منتقدین امتیاز ۷۸ از ۱۰۰ را کسب کرده که نشان‌گر «نقدهای عموماً مطلوب» است. تماشاگران شرکت‌کننده در نظرسنجی سینماسکور به فیلم نمرهٔ متوسط «C+» را در مقیاس «A+» تا «F» دادند، در حالی که پست‌ترک امتیاز کلی مخاطبان را ۷۰ درصد مثبت گزارش کرد که ۵۴ درصد گفته‌اند که قطعاً آن را توصیه می‌کنند.